# 智利飲食

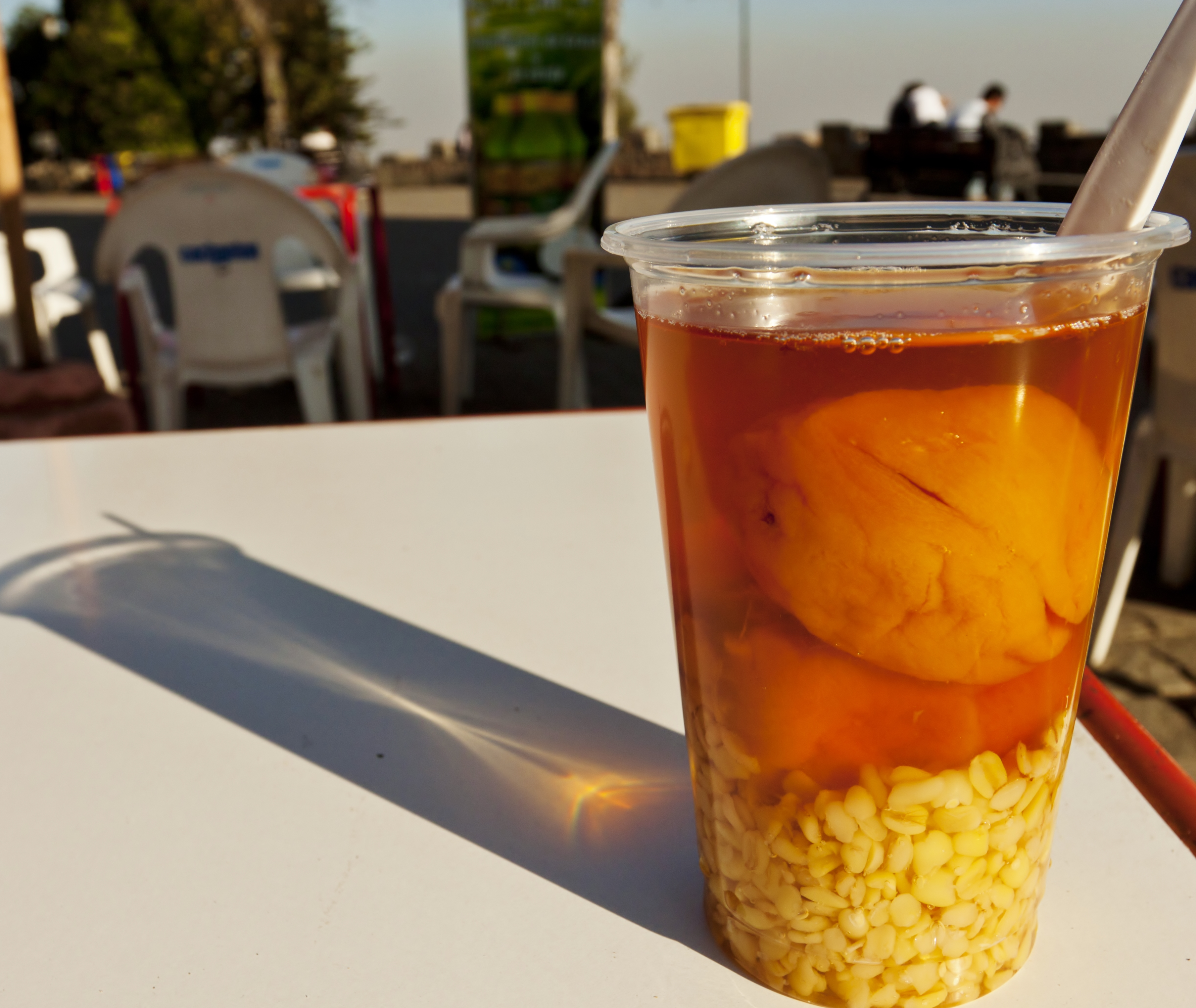
大麥桃子汁

智利美食主要源於西班牙傳統美食、結合智利當地原住民文化與當地食材，且受其他歐洲美食影響，特別是從德國，義大利和法國所演變而成。智利因國家多樣化的地理和氣候孕育了各種各樣的農產品、水果和蔬菜，也因此多樣化的味道和配料讓其傳統食材及食譜廣富盛名。由於人民擁有一條靠太平洋漫長的海岸線的關係，這使智利水域能衍生獨出特的魚類、軟體動物、甲殼類動物和藻類；這要歸功於秘魯涼流帶來的富含氧氣的水並為智利美食增添了大量的海產；

## 歷史
1540年，隨著西班牙征服者佩德羅·德·巴爾迪維亞的到來，在這個殖民地因西班牙人出現了一些未來將會成為智利飲食的主要食物——小麥、豬、羊、牛、雞和葡萄酒——而當地原住民則貢獻了马铃薯、玉米、豆類和海鮮。這些基本材料的各種組合便構成了智利最具特色菜餚的基礎。在智利的殖民地成立之後，一些產品和菜餚，比如 chuchoca (粗磨的干玉米) ，humita，Locro濃湯以及南极海茸(當地名為「cochayuyo」)和石蓴這類的海藻，與水煮雞蛋一起食用的吃法漸漸地開始受到歡迎。在殖民時期，人們的飲食往往比較偏向重口味但味道豐富的食物。午餐總是比晚餐的份量還多，並先從一道包括魚、肉或家禽，名為“ De Residencia”的菜；之後是一道濃湯並且搭配新鮮甜玉米和馬鈴薯。餐中通常食用三種麵包的其中一個: 智利麵餅、西班牙麵包(用高脂肪的麵團做成)和智利麵包(扁平而鬆脆)。午餐和晚餐結束時會飲用草茶，一般用土荆芥來幫助消化，最後食用水果作甜點；平常是吃草莓和Lucumo chilenos。
在十七世紀，糕點由在修道院裡烘焙的修女們而開始普及。其中一句智利諺語“ tiene mano de monja”（“他/她擁有修女的手”），並是來自這一時期，指的是通常非常擅長烘烤或烹飪的人。修女的糕點食譜也因此在智利其他人口中迅速流行。在同一時期，鵝和火雞從墨西哥引進到智利，而瓜類和西瓜是從牙買加引進。
到18世紀時，智利美食開始變得更加精緻，特別是在貴族階層中。茶和咖啡開始取代瑪黛茶，智利葡萄酒開始流行；人們開始喝奇恰(chicha)，一種由葡萄或蘋果發酵製成的甜未蒸餾的葡萄酒。
在智利獨立的初期，智利人用肉餡捲餅，奇恰酒和紅酒慶祝祖國國慶(Patria Vieja），並且仍到至今在每年的獨立節日中仍然很傳統的食用這些食物來慶祝。

### 智利移民時期
在十九世紀，智利的文化特徵開始成形，而飲食便為其中的一部分。在國家剛建立時，移民政策受到非常多的限制並且不受重視，直到十九世紀末至二十世紀初，智利政府才開始積極地鼓勵移民。
，這個智利南部的農產品因德國移民的到來而類增加不同產品；直到今天，他們對智利美食有著強烈的影響。 他們把豬肉品、臘腸、和德國糕點帶入了智利南部。如今，在智利的麵包店中很常看見柏林果醬包和德式蛋糕的蹤跡。意大利移民則提供了意式麵食和肉品；而有些在智利南部像是帕斯特內上尉鎮(Capitán Pastene)這樣的城鎮中，當地居民仍然像第一批意大利移民一樣用義大利古法製作帕馬火腿。
在二十世紀，法國文化對智利有很大的影響，包括它的烹飪技術。受到法國美食和技術影響下，使著智利食物的準備方式受到改變，甚至取代了一些菜色，例如西班牙烘蛋被歐姆蛋完全取代。除了意大利人，德國人和法國人以外，也有克羅地亞人，希臘人，巴勒斯坦人，比利時人和巴斯克人來到智利移民。
到了21世紀，智利是一個既現代化又繁榮的國家，強勁的經濟增長帶來了更大的可支配收入並從而發展了豐富的美食產業。
在某种程度上，食用某些食物能跟階層漂白或美白有关。例如在奥索尔诺，一个有着强烈德国血统的智利城市，有相傳說食用甜點、果醬和德式蛋糕(kuchen)等可以階級「漂白」當地的居民，讓此居民更近歐洲人。除此之外，當地居民認為原住民和生的食物與男性向有联系，而歐洲食物，特別是甜點，則跟女性向有關。
- 智利阿薩多/燒烤
- 哌拉海鮮湯（英语：Paila_marina）(Paila Marina),包含不同种类煮熟的鱼貝和多種香草的汤。
- 焗烤帕馬森蛤蜊（英语：Machas_a_la_parmesana） (Machas a la Parmesana)
- 海鰻清湯（英语：Caldillo_de_congrio） (Caldillo de Congrio，“Caldillo” 指清湯的意思)

## 主要農作物和產品
由於智利獨特的地理、氣候和地質條件，智利的農業包含了各種各樣的活動和產品。歷史上，農業是智利經濟的基礎之一; 然而現在，農業和相關部門，如林業、伐木和漁業僅佔 GDP 的4.9% 。智利的主要農產品包括葡萄、蘋果、梨、洋蔥、小麥、玉米、燕麥、桃子、大蒜、蘆筍、豆類、牛肉、家禽、羊毛、魚和木材。這些和許多其他農產品大多數已經使用在智利食譜中。

### 美洲農作物
- 番荔枝：原產於秘魯安第斯山脈的亞熱帶地區，這種水果被廣泛食用和種植。
- 玉米:以英语為主要語言的国家被称为mazie，而在智利和秘鲁被称为 choclo，玉米是瑪雅，阿茲台克和印加帝國維持繁榮的主要食物。 智利北部的阿塔卡馬人也用多元的種植技術栽培此作物。 通过贸易和旅行，玉米被引進并最终被马普切人接受，並且开始用他們自己的方式使用玉米。智利的“ choclo”玉米與其他地方的玉米是屬於不同品種。 源于秘鲁的玉米，並且具有非常大的籽粒，並與北美洲的玉米相比之下更堅硬和；其味道帶鹹並有些堅果般的風味。
- 蛋黃果:产于秘鲁安第斯山脉的亚热带水果，原产于秘鲁，生长在厄瓜多南部和智利北部海岸。这种水果营养價值非常高，含有大量的胡萝卜素和维生素 B3。蛋黃果出口到世界各地，是一种很受欢迎的甜点和冰淇淋口味。
- Murta或Murtilla（英语：Ugni molinae）:生長於智利南部的特有灌木。在當地的馬普切語為uñi,而西班牙文包括Murta和Murtilla（“小桃金孃”）; 有時也被稱做“智利番石榴”. 直到西班牙人到來之前，馬普切人曾使用過這果實.  用途為於製做果醬和水果酒。
- 馬鈴薯: 大量使用在卡茲維拉湯等菜餚中, 智利人所使用的馬鈴薯可分為兩種品種:秘魯的安地斯山脈的原生種和奇洛埃群島地區所培養出的品種(Solanum tuberosum)[6]。馬鈴薯在智利各種菜餚中是其中一個基本的蔬菜。
- 藜麥: 作為主要用於食用穀物的農作物， 藜麥起源於南美的秘魯安第斯地區，並在智利成為重要作物已有六千多年的歷史。 智利在康塞普西翁和特木科種植了各種品種的藜麥[7]。
- Nalca 或 Pangue（英语：Gunnera tinctoria）: 智利大黃 是一種原產於智利南部的植物。它的葉子使用在庫蘭多炕窯，莖可用於沙拉、當水果或製成蜜餞。
- 酪梨: 在智利被稱作“ Palta”的酪梨，自西班牙殖民前就已經被食用。鳄梨起源于墨西哥和秘鲁。 智利品种被称为“ 黑拉克魯斯”（Negra de la Cruz）；而名字由瓦爾帕萊索大區的拉克魯斯镇而取名；這城鎮也是智利生產黑拉克魯斯酪梨的最大生產者。此酪梨也被稱作"Prada"或"Vicencio"。
- 綠辣椒（英语：Capsicum baccatum）(Green Chili): 智利最常见的品种之一； 之所以称其为绿色辣椒，是因为它在成熟之前就被採收使用。

- Choclo
- 番荔枝
- 南极海茸（英语：Durvillaea_antarctica）
- 鳄梨

### 歐洲農作物
- 菜薊
- 大蒜
- 檸檬
- 萵苣
- 油橄欖:起源于欧洲，種植在阿里卡的阿薩巴（英语：Azapa Valley）(Azapa)的橄榄被认为另類的特殊品種，是北方干旱地区的常見品種，并在智利容易見到此油橄欖的蹤跡。
- 洋蔥
- 木梨
- 小麥

### 魚類與海產
由於地理位置和廣闊的海岸線，智利美食的特色是魚類和海鮮的種類和品質。秘魯涼流帶來了大量的海鮮，並在太平洋海岸垂直於智利海域聚集。 這些包括：

#### 魚類
- 鰨魚
- 長鰭鮪魚
- 鱈魚 (Bacalao)
- 無鬚鱈魚 (Merluza)
- 石首鱼 (Corvina)
- 鮭魚
- 鮪魚
- 智利竹筴魚
- Reineta（英语：Brama_australis） (澳洲烏魴，Brama australis)
- 羽鼬鳚(Congrio)
- 智利海鱸魚
- 劍旗魚 (albacora)

#### 海產
- 鮑魚
- 類似於智利刀蟶（英语：Ensis macha）的貝類(macha)。
- 智利紫殼菜蛤（英语：Mytilus chilensis）(choros)
- 蛤蜊
- 智利王蟹
- 螃蟹 (Jaiba)
- 虾
- 牡蠣
- 海螯蝦
- 岩龍蝦（英语：Jasus frontalis）(Juan Fernández rock lobster，Jasus frontalis)
- 似鮑羅螺（英语：Concholepas concholepas）
- 鹦鹉巨藤壶（英语：Austromegabalanus psittacus）(Picoroco，Austromegabalanus psittacus)
- 鋼纖海鞘
- 魷魚 (Jibia)
- 海膽 (Erizo)

- 附著在智利刀蟶上的鋼纖海鞘 (Piure)
- 智利紫殼菜蛤（英语：Mytilus chilensis）(Chilean Mejillon)
- 鹦鹉巨藤壶（英语：Austromegabalanus psittacus）
- 類似於北太平洋豆蟶（英语：Pacific_razor_clam）的智利刀蟶(machas)

## 北部料理
智利北部的飲食受到住在安第斯高原的艾马拉和阿他加馬文化以及來自沿海地區高戈文化的強烈影響。傳統上來講，北部飲食的蛋白質含量很高。
輝然使用像是Apilla或Oca（酢浆薯）和乌鲁库薯等塊莖在北部很普遍，但這些在智利中部和南部飲食中幾乎是未知的。智利北部的飲食也包括使用例如大羊駝和羊駝這類駱駝科的肉。雖然像馬鈴薯乾湯(Chairo)這樣的菜餚由第斯文化保存下來好幾個世紀了，儘管如今它們在智利北部人口中並不常見，並且在智利其他地區幾乎不為人所知。

### 智利北部的菜色
- 阿薩多: 在燒烤架上烤的肉。 在北部，有可能找到用羊駝肉製成的烤肉。
- 炸五花肉配馬鈴薯: 將駱馬或綿羊的五花肉切成薄片，然後油炸。 搭配馬鈴薯，沙拉，或作為農民和平民的小吃食用。
- Guatitas: 一種加了牛肚的濃湯(guatita 意指的是“小肚子”).
- 馬鈴薯乾湯（英语：Chairo_(stew)）(Chairo): 一種高地平原的羊駝濃湯, 是智利最少人知道的料理。
- 查格里（英语：Ch%27arki）(Charqui): 克丘亞語為「肉乾」的意思。原本是羊駝肉用鹽醃製曬成的。
- 格拉普魯卡(Carapulcra):用乾馬鈴薯、花生、玉米、和其他的辛香料左所做出的燴飯。
- 海鮮烘蛋 (Tortilla de mariscos):烘蛋的一種，用海鮮和香腸炒製而成，類似於西班牙的明蝦烘蛋。
- 焗烤帕馬森蛤蜊（英语：Machas_a_la_parmesana）: 使用一種使用類似於刀蟶的貝類，在烤箱中用帕馬森乾酪和其他調味品烤熟。通常作為開胃菜。
- Conchas de camarones: 大蝦、韭菜、奶酪、，牛奶和其他材料混合後放在牡蠣殼上焗烤。
- 海膽佐綠醬:智利海岸的海膽非常豐富，但政府有限定每年一季能採收的數量。通常作為開胃菜，吃法以生食居多，並會加少許檸檬，香菜或香菜和洋蔥。
- 海鰻清湯（英语：Caldillo_de_congrio）: 在全國各地常見的鮮魚湯。使用類似像鰻魚的羽鼬鳚和蔬菜所煮出來的湯。
- 辣味燉兔、牛肚或雞肉: 帶辣的料理；把蔬菜炒過並跟兔，牛肚或雞的肉類跟蔬菜一起煮。最後在淋上壓碎的馬鈴薯塊。
- 煎牛肉佐藜麥 (Plateada con Quinoa):從字面上直翻的話是“鍍銀”的意思。將一塊在英語為“ Rib Cap”部分的牛肉跟藜麥、洋蔥、大蒜和白葡萄酒一起料理。
- 卡茲維拉海鮮湯:用多種海鮮例如刀蟶、牡蠣和蝦，煮出來的濃湯。類似於「海鮮濃湯」(Paila Marina)，但蔬菜較多。
- 羊肉燴飯(Estofado de Cordero)
- 北部風味沙拉(Ensalada chilena nortina): 把番茄和洋蔥切成菜絲狀。跟智利沙拉（英语：Chilean_salad）很類似，但有多加山羊奶酪和油橄欖。
- 藜麥沙拉:包括藜麥和其他蔬菜的沙拉。
- 藜麥天巴鼓(Timbal de quinoa): 藜麥，鱷梨和其他食材拌和；形狀堆成像天巴鼓。
- 藜麥黃椒燉飯：藜麥燉飯配黃椒。
- Sango: 一種用麵粉和油與鹽烤熟的麵包;通常跟炸五花肉搭配。

## 中部山谷和沿海料理
中部山谷和沿海地區的料理已被原住民和歐洲移民的傳統給互相影響，尤其是在19世紀下半葉抵達的歐洲移民，因被農場生活和農業所影響甚大。 過去，農業在經濟中是個非常重要的方面，而Fundo（牧場、農場的意思）生活是人民日常生活的中心。 鄉村間的傳統仍然存在，而流傳到現在的傳統食物就是一個很好的例子。

### 智利中部地區的菜色
- 海鮮湯 (Sopa de mariscos): 混合多種海鮮的湯。
- 智利鮑魚佐蛋黃醬 (locos（英语：Concholepas concholepas） con mayonesa)：煮熟的智利鮑魚淋上蛋黃醬；通常會搭配生菜和馬鈴薯沙拉。
- 酪梨皇后 (Palta reina): 酪梨裡塞滿雞肉沙拉，金槍魚，大蝦或其他餡料。
- 釀番茄 :番茄裡通常裝滿玉米，蛋黃醬或其他餡料。
- 玉米（英语：Pastel_de_choclo）: 一種有層次的派，通常在有深度的盤子或粘土派拉盤中製成，並用「皮諾式」"al pino"(一種用切碎或絞碎的牛肉、洋蔥碎和調味料製成的內餡口味)的牛絞肉、油橄欖和水煮蛋，撒上磨碎的新鮮玉米和羅勒的混合物，然後在烤箱中烘烤。
- 南美粽 (Humita): 類似於墨西哥粽，南美粽是利用玉米殼把新鮮和磨碎玉米的混合物包在裏頭並拿去蒸熟或烘烤。
- 去莢菜豆湯（英语：Porotos_granados）: 一碗新鮮的白菜豆，磨碎的玉米和其他蔬菜所煮出來的湯。
- 肉丸子淋上醬汁 (Albóndigas al jugo)
- 卡茲維拉雞湯: 像普通的卡茲維拉湯，但用雞肉代替牛肉。
- 炸起司恩潘納達：內餡為奶酪的恩潘納達，用油炸方式準備。
- 潘圖拉克 (Pantruca): 一種不帶雞蛋的小麵團或麵食，切成不規則塊狀，然後加進蔬菜湯或牛肉湯。
- 查格里崁湯 (Charquican): 用查格里(肉乾)、新鮮牛肉、玉米和蔬菜出來的湯。
- 鑲螃蟹 (Jaibas rellenas)
- 螃蟹派 (Pastel de jaiba)
- 托馬堤崁湯 (Tomaticán): 濃稠的蔬菜燉湯，類似於查格里崁湯，但有放入番茄。
- 馬鈴薯派: 有分層的派，底部是牛絞肉，頂部是馬鈴薯泥，此菜色很接近英國的农舍派.
- 烤肉串 (Brochetas):類似於anticucho或中東烤串的食物
- 巴斯瓜麵包（英语：Pan_de_Pascua）(Pan de Pascua): 字面上的意思為「聖誕節麵包」。是一種類似於磅蛋糕，蛋糕裡有放入薑、肉桂、酒和蜂蜜等調味料。 通常包含蜜餞、葡萄乾、核桃和杏仁。
- 揉麵包 (Pan amasado): 一種傳統的麵包，有添加動物脂肪。 將其麵團搓揉很長時間便即可獲得非常緻密的麵包。
- 阿薩達牛奶（英语：Leche_asada） (Leche Asada): 字面上意思指 「烤牛奶」。用焦糖烤的牛奶甜點，類似於義式奶酪，但使用雞蛋來取代吉利丁。

## 智利南部料理
智利南部的料理受到马普切和奇洛埃群島料理的影響。智利南部有兩種當地特產值得提起：梅爾根香料(Merkén) 和“ Kollongka”，Araucania或马普切雞；這品種的雞以他們所產的藍綠色蛋而聞名。智利南部料理的另一個重大影響是來自歐洲的移民，特別是十九世紀的德國移民。智利大部分的地區都見得到傳統德國蛋糕和甜點的蹤影。與智利其他地區一樣，海鮮在飲食佔了很重要的地位，但是由於南部地區有成千上萬的島嶼，因此海洋對這一區特別重要。
- 鍋裝庫蘭多
- 用於庫蘭多的米爾糕 (milcao)
- 黃金利口酒（英语：Licor_de_oro）
- 德式蛋糕, 德國移民所帶來的智利傳統蛋糕之一

### 智利南部地區的菜色
- 梅爾根香料 (Merkén):傳統的馬普切調味品，由煙熏過的紅辣椒和芫荽磨成細粉後所製成。 用於調味各種菜餚。
- Araucania（英语：Araucana）或马普切雞:智利南部特有, 以這品種所產下藍綠色的蛋而聞名
- 蛤蜊湯 (Caldillo de almejas)[8] (“caldillo” is a clear thin soup).
- 智利鮑魚湯 (Chupe de Concholepas concholepas):  用智利鮑魚(loco)製成的鮮湯並與麵包搭配吃。用陶皿或“ Paila de greda”中烤製
- 牡蠣湯 (sopa de ostras)
- 鮮魚派 (pastel de pescado)
- 豬肉捲 或 瓦斯羅肉捲 (Arrollado de huaso): 用豬肉或辣椒製作出來了肉捲
- 阿薩多羊肉: 烤羊肉
- 木棒阿薩多 (Asado en palo):一種烤肉的方法。將整個動物（通常是羔羊）放在大木火旁的木棍上，烤幾個小時直至變嫩。
- 烤魚拌乳酪和香腸 (Cancato): 一種烤魚，並和奶酪、洋蔥和胡椒粉的、檸檬和葡萄酒調味。
- 奇洛埃式卡茲維拉湯 (Cazuela Chilota): 奇洛埃群島版與傳統卡茲維拉有所不同是因為奇洛埃版本是用乾燥的智利淡菜貝和羊肉憶起熬成高湯製成，而不是原本的牛肉或雞肉高湯。
- 奇洛埃式乾魚湯.
- 庫蘭多: 智利南部一種傳統的坑窯，在地面挖一個大洞和舖上加熱的石頭，並在石頭上面放海鮮和肉，使材料悶熟。[9]
- 普麥 (Pulmay): 一種庫蘭多, 使用大砂鍋而不是直接在地洞裡煮熟。
- 馬鈴薯小麵糰 (Chapalele): 用煮熟的馬鈴薯和小麥粉製成的小麵團。
- 生肉 (Crudos): Crudos 在西班牙文為「生肉」的意思。是一道典型的德國智利料理，類似於韃靼牛肉。
- 恩潘納達: 一種肉餡餅。內包肉，洋蔥和其他調味料的餡餅。 可油炸或可放入其他口味。
- 米爾糕 (Milcao): 馬鈴薯煎餅的一種，由馬鈴薯絲和煮熟的馬鈴薯泥與其他配料混合而成。
- Chochoca（英语：Chochoca）: 也被稱作 chochoyeco, trotroyeco 或 trutru。這是一種在奇洛埃群島傳統的料理，用生馬鈴薯絲和馬鈴薯泥或麵粉混合並放木棍上火烤。
- 瓦爾迪維諾湯(Valdiviano): 一種用肉乾、洋蔥和馬鈴薯所做出來的湯。據說是當時征服者佩德羅·德·巴爾迪維亞到達智利南部時所給部隊準備的食物。

烘焙食品，甜點和麵包
- 女王擁抱 (Brazos de Reina): 一種典型的瑞士捲，通常的內餡為草莓果醬、覆盆子果醬或焦糖牛奶醬(manjar或dulce de leche)、最後灑上巧克力碎屑或糖粉。
- 蘋果恩潘納達: 一種內餡為烤蘋果和肉桂的烤餡餅。
- 德式蛋糕（英语：Kuchen）: 傳統的德國蛋糕，充滿當季的水果，例如草莓、黑莓、杏、李、桃、大黃等。
- Murta con membrillo（英语：Murta_con_membrillo）：智利番石榴與木梨果醬。
- 智利麵餅（英语：Tortilla de rescoldo）
- 蘋果糊（英语：Mazamorra）
- 智利炸麵團（英语：Sopaipilla#Chile）: 油炸麵餅。智利的炸麵團有兩種版本:一種是用麵粉，動物脂肪和水製成的普通版本，另一種是將南瓜泥與麵團混合而製成的。兩種版本都是把麵團給弄成圓盤狀油炸。 兩種版本都可以撒上糖粉或甜的焦糖醬當甜點，或也可以加上辣椒醬或黃芥末當鹹零食吃。

酒精和不含酒精飲料
- 蘋果奇恰酒: 一種發酵的蘋果飲料，非常類似於苹果酒。
- 小檗奇恰酒: 使用僅在智利和阿根廷巴塔哥尼亞生長的漿果「小檗果」製作的奇恰酒。
- 黃金利口酒（英语：Licor_de_oro） (licor de Oro)
- Muday: 一種由玉米，小麥或大松子 「piñón」（智利南洋杉的種子）製成的酒精飲料。
- Murtado（英语：Murtado）: 一種把智利番石榴（英语：Ugni molinae）泡浸在南美蘭酒裡好幾周後再用糖漿調飲。

## 其他當地智利菜色

### 復活節島或拉帕努伊料理
復活節島料理包括智利和波利尼西亞所結合的菜色。它包括比智利內陸更多種類的魚類，以及一些在智利大陸找不到的水果和塊莖。
- 檸汁醃魚生: 可以用豆漿或椰漿製成，相比於傳統的內陸版本;使用的魚類為鮪魚, 血斑異大眼鯛 (Mata Huira), 黄条鰤(toremo) 或 Kana-Kana。
- Po`e:香蕉或木薯蛋糕。
- Umu Rapa Nui: 復活節島版本的 庫蘭多.

### 酒精和不含酒精飲料
智利獨特的地形與氣候成為種植釀酒葡萄的良好地點。這傳統可追溯到十六世時期紀西班牙征服者的到來，並且在近幾十年來把這項傳統發展成為一種產業，使智利成為世界上最大的葡萄酒生產國之一。葡萄酒並不是唯一的傳統產品和飲用的飲料。北部地區生產的「南美蘭酒」是葡萄的蒸餾酒，是一種多數智利人喜歡的酒精飲料，而南部地區則以其高品質的啤酒聞名。
- 勃艮第調酒: 切好的草莓和糖加到冷紅葡萄酒
- 奇恰酒 - 智利的奇恰酒通常是由葡萄製成的發酵甜酒，但有時也用蘋果製成。這通常是在9月18日獨立日慶祝時飲用。
- 智利南美蘭酒 (Aquardiente): 類似於意大利的渣釀白蘭地，是通過蒸餾葡萄殘渣製成的。
- 黃金利口酒（英语：Licor_de_oro） (licor de Oro): 用南美蘭酒和乳清的混合物中蒸餾出的酒。
- 猴子尾巴（英语：Cola_de_mono） (cola de mono): 在智利各地準備和飲用，這是一個在聖誕節期間非常普遍的飲料，就像北美洲會在這期間準備蛋酒。猴子尾巴的質感和味道有點像白俄羅斯。
- Murtado（英语：Murtado）: 一種把智利番石榴（英语：Ugni molinae）泡浸在南美蘭酒裡好幾周後再用糖漿調飲。
- Fanschop: 一杯一半啤酒一半芬達的飲料。
- Jote: 紅酒加可樂，受學生歡迎。
- 哈密瓜與葡萄酒 (Melón_con_vino): , 在智利被稱為「melón tuna」的香瓜, 頂部切開，並裝滿冰塊和葡萄酒。
- 航行（西班牙语：Navegado_(bebida)） (Navegado): 用紅酒加上幾片橘子和砂糖，味道有點像香料酒。
- 皮普诺 或 皮普诺紅酒（英语：Vino_pipeño）: 一種發酵的甜葡萄酒。
- 皮斯可樂 (Piscola): 皮斯可酒與可樂和冰塊。
- 羅馬潘趣酒: 香檳配鳳梨冰淇淋。通常在除夕夜時飲用。[11]
- 地震（西班牙语：Terremoto_(bebida)） (Terremoto): 皮普诺與鳳梨冰淇淋盛裝在一公升的玻璃杯裡。點下一杯時通常會給同一個飲料但用只能裝半公升的玻璃杯。這被稱為「餘震」(Replica)。
- 芒果酸酒 (Mango Sour): 芒果汁與南美蘭酒混合而成,有點像秘魯的皮斯科酸酒
- 木瓜酸酒 (Papaya Sour): 木瓜汁與南美蘭酒混合而成
- Pajarete（英语：Paxarette）: 一種來自西班牙帶有黏度的甜葡萄酒，原產於阿塔卡馬大區和科金博大区。
- 冷茶 (Té frío):不算是特殊飲料，「冷茶」其實是裝在杯子裡的白葡萄酒。這稱呼只有在Puerto Montt的Angelmo市場裡。之所以會有這稱呼是因為在在禁止提供酒精飲料的時期，當地人把白酒倒進茶杯裡來掩蓋違禁酒品。
- Vaina Chilena（西班牙语：Vaina_(bebida)）: 一種開胃酒，包含干邑白蘭地，陳年葡萄酒，蛋黃，肉桂，有時還包括可可酒。

- 勃艮第調酒
- 智利的奇恰酒
- 智利皮斯科酸酒
- 麥子桃子汁

Non-alcoholic beverages
- Ulpo（西班牙语：Ulpo）: 烤麵粉和水或牛奶。
- 香蕉牛奶:  鮮奶與香蕉和冰混合。
- 蛋黃果牛奶: 新鮮牛奶與蛋黃果和冰塊打成果汁。
- 麥子桃子汁: 煮熟的干桃子和新鮮煮熟的去殼小麥作為飲料。 算是一種甜點。

### 智利的三明治和速食
除了世界各國都有的大型速食餐廳以外，智利還有自己的傳統“速食”. 傳統的恩潘納達通常在9月國慶日時吃，但也可以作為簡單的午餐。在智利的熱狗通常比北美的版本還來的華麗:除了使用茄醬和黃芥末以外，也可以搭配酪梨泥、番茄丁、德國酸菜或自製蛋黃醬。在冬天，炸麵團也是一種在街上蠻受歡迎的零食。
- 哈爾帕堡(Barros Jarpa): 烤乳酪和火腿三明治。 以智利部長埃內斯托·巴羅斯·哈爾帕（Ernesto Barros Jarpa）的名字命名。
- 盧寇堡(Barros Luco): 烤乳酪和肉片三明治。以智利總統拉蒙·巴罗斯·卢科的名字命名。
- 義大利口味炭烤三明治 (Churrasco Italiano): 以意大利國旗的顏色（紅色為番茄，白色為蛋黃醬和綠色為酪梨泥）命名。這是一種牛肉三明治，上面塗有番茄，酪梨和蛋黃醬。
- Chacarero（英语：Chacarero）: 跟churrasco類似，但配料通常只加番茄和四季豆。
- 喬利佐堡(Choripán): 麵包夾喬利佐香腸或隆加尼薩香腸（英语：longaniza）,在智利通常使用marraqueta（英语：marraqueta）麵包。
- 熱狗堡 (Completo): 字面上指「完整」。熱狗配番茄，牛油果，黃瓜醬（小黃瓜，醃製的胡蘿蔔和洋蔥的搗碎混合物，稱為“美國醬”）和德國酸菜（churcut）。
- 義式熱狗堡 (Completo Italiano): Hot dog with tomato, avocado and mayonnaise.
- 德式肉片三明治 (Lomito Alemán): 上面夾有番茄，蛋黃醬和德國酸菜的豬肉三明治，有時會添加醃黃瓜。
- 智利炸麵團（英语：Sopaipilla#Chile）

- 智利炸麵團（英语：Sopaipilla#Chile）, in background with 黑糖漿（英语：chancaca）。
- 義式熱狗堡
- 恩潘納達
- Chacarero（英语：Chacarero）, 最受歡迎的三明治之一。

### 沙拉與前菜
- 智利沙拉 (Ensalada Chilena)
- 北部智利沙拉 (Ensalada Chilena Nortina)
- 刺苞菜薊沙拉 (Ensalada de Pencas)
- 芹菜沙拉 (Ensalada de apio): 切碎的芹菜去皮，用檸檬，鹽和橄欖油調味。有時包含煮雞蛋。
- 蔬菜可麗餅 (Panqueques verdes): 充滿蔬菜的多層可麗餅。
- 鑲肉櫛瓜 (Zapallitos Rellenos)
- 酪梨皇后 (Palta reina): 鑲酪梨
- 鑲番茄 (Tomates Rellenos)
- 四季豆蛋餅 (Tortilla de porotos verdes)

### 穀物和豆類
自從殖民地時代以來，豆類就一直在智利飲食中佔有重要地位，與豆類，小扁豆和鷹嘴豆為傳統飲食的一部分。通常與米，新鮮的甜玉米甚至麵食一起烹煮（Porotos con rienda
- 鷹嘴豆飯 (Garbanzos con arroz): 白飯與鷹嘴豆燉飯.
- Porotos con rienda（西班牙语：Porotos_con_riendas） :字面上直翻成「豆子與韁繩」，燉豆和切碎的意大利麵條。
- 去莢菜豆湯（英语：Porotos_granados）與玉米粥 (Porotos granados con mazamorra):燉豆與和新鮮的玉米糊。
- 去莢菜豆湯（英语：Porotos_granados）與 碧兒口 (Pilco): Pilco 指的是玉米，番茄，洋蔥，大蒜，小茴香，羅勒，綠辣椒，辣椒粉和南瓜的混合物。
- 扁豆飯: 燉扁豆和白米，通常會搭配隆加尼薩或喬利佐香腸。
- 白米飯: 白米飯是最受歡迎的配菜之一，在智利，通常用一瓣大蒜和胡蘿蔔（[切丁]）油炸。 它還可以添加紅椒粉和洋蔥。
- 炒蛋拌飯: 白米飯與炒蛋
- 淡菜飯 (Choritos con arroz): 白米飯在煮熟之前把貝類一起加進去煮。

### 義大利麵食
義大利麵食在智利人的日常飲食中很常見，而且做法也都大同小異， 差別也只有在意大利面本身的名稱和樣式。紅醬，白醬（貝夏媚醬）和奶油口味最為普遍。

### 薄餅
- 魚肉可樂餅: 炸魚肉可樂餅, 通常用鮪魚製成，稱為“croquetas de atun”。
- 炸花椰菜: 炸花椰菜餅
- 可麗餅 (Panqueques): 通常跟焦糖牛奶醬（英语：Dulce_de_leche）或Manjar並在上午茶一起食用，但它們也可以當作主菜，再分層裡加入蔬菜或當成甜蛋糕。
- 烘蛋（英语：Spanish_omelette）: 基本上麵粉和雞蛋蛋餅可以與馬鈴薯，花椰菜，豌豆，綠豆，胡蘿蔔，海鮮和許多其他成分混合。
- 智利炸麵團（英语：Sopaipilla#Chile）: 也可以被稱為薄餅。
- 馬鈴薯小麵糰
- 米爾糕

### 恩潘納達
恩潘納達在許多文化中在不同的名稱下的非常常見。在智利，有些恩潘納達擁有獨特的餡料，也可以通過不同烹飪方式，使其具有特殊風味和形狀。 因此，智利的恩潘納達賣家（無論是餐館，路邊攤，市場等）總是指定他們的肉餡餅是油炸還是烘烤的。最受歡迎的餡料為：
- 皮諾 "Pino" (牛肉和洋蔥)
- 奶酪, 最近還有火腿和奶酪
- 海鮮 （淡菜貝，蛤蜊和其他軟體動物的）。
- 洋蔥，也被稱作「Empanadas Pequenes.」
- 蝦
- 奶酪, 羅勒和番茄。

### 麵包
智利人是世界上最大的麵包食者之一，僅次於德國人。 智利人在早餐，午餐（作為前菜或開胃菜），上午茶或晚餐時吃麵包。 “上午茶”麵包應盡可能新鮮，最好從當地麵包店購買仍熱的麵包。

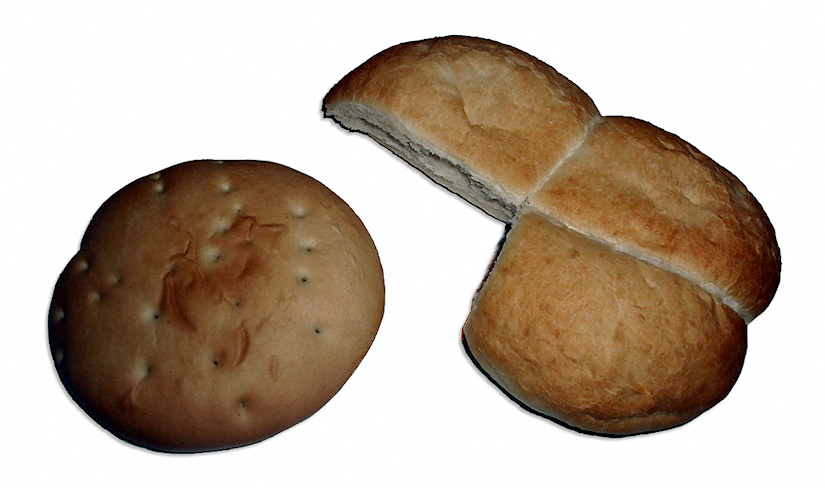
智利麵包Hallulla和Marraqueta

- Marraqueta（英语：Marraqueta）,又被稱作 Batido麵包或法式麵包: marraqueta是任何家庭中的常見的麵包之一。作法簡單的麵包，其特徵是具有酥脆的外殼和柔軟通風的內部。 Marraqueta和酪梨泥為“上午茶”中最常見的餐點。
- Hallulla（英语：Hallulla）: 小圆面包
- Pan amasado: 揉麵包
- 雞蛋麵包
- Coliza:該麵包為矩形或菱形，頂部平坦。 麵包由一層又一層的麵團製成，很容易拉開。 看起來麵包被一一層又一層堆疊起來。[16]
- Dobladas: 類似於colizas, 由油脂和重麵團折疊成在三角形狀。
- 炸肉麵包
- 智利麵餅（英语：Tortilla de rescoldo）

### 醬料
- 配布雷醬（英语：Pebre）:接近於沙沙醬的佐醬。
- 石缽搗醬（西班牙语：Chancho_en_piedra_(salsa)）(Chancho en piedra)
- 綠醬（英语：Green sauce）:切碎或混合的香芹，洋蔥，檸檬汁和白醋。
- 美式: 醃黃瓜，醃洋蔥，胡蘿蔔、花椰菜和其他蔬菜一起磨碎攪拌。

### 肉類
肉在智利飲食中非常重要的一環，對於許多智利人而言，肉類是每頓晚餐或午餐中必不可少的元素。 根據研究，在過去的二十年中，智利人均肉類消費量（包括家禽，牛肉和豬肉）成長了一成。，相反的，海鮮的消費量減少。
- 卡司維拉湯: 該湯可以包含家禽，牛肉，豬肉、羊肉或山羊。
- 阿薩多: 包含家禽，牛肉，豬肉羊肉或山羊的燒烤。
- 圓盤烤肉或圓盤阿薩多: 肉品在圓盤上用篝火烹飪。[18]

家禽料理
雞肉是家禽類中最常見的一種並且也是阿薩多、玉米派和卡司維拉湯等傳統菜餚中的一種材料。雖然近年來火雞開始普及起來，但並不是傳統食物的一環。 鴨肉在中部和北部地區很少食用，但在南部農村地區很流行。
- 碗豆燉雞 (Pollo Avejado):燉烤雞肉和豌豆
- 干邑白蘭地燉雞 :用利用大量白蘭地和白葡萄酒慢慢燉煮雞肉。

牛肉料理
雖然可以從其他拉丁美洲國家進口牛肉，但智利人比較偏向使用本地生產的牛肉。智利牛隻以富含礦物質的草原牧草為食，通常在小農場以小群放養，而不像其他一些國家大量生產並用玉米上育肥。
在這樣的環境中眷養出來的牛瘦肉多，由於是肌肉組織中的脂肪使牛肉變嫩，所以智利的牛肉比較堅韌。
除了前面提到的阿薩多、卡司維拉湯和恩潘納達，其他智利牛肉菜色還包括：
- 包小孩捲 (Niños envueltos): 這道名子奇特的菜包含用切成薄片的牛肉包裹著蔬菜和其他食材。
- 生肉 (Crudos)
- 貧窮人牛排(Lomo a lo pobre/Bistec a lo pobre) : 牛肉（分別為牛排或里脊肉）配薯條、煎洋蔥和煎蛋。
- 砂鍋烤排骨 (Tapapecho a la cacerola):  在砂鍋裡烤排骨，又名「Pescetto」。
- Chorrillana（英语：Chorrillana）: 大盤的薯條與肉片、香腸、雞蛋、炒洋蔥和其他材料。通常是個跟大家一起分享的拼盤。
- Carne mechada :肉塊裡鑲根類蔬菜。
- Arrollado de Malaya（西班牙语：Arrollado_de_huaso）:類似於瓦斯羅肉捲的肉包蔬菜捲。

豬肉料理
- 烤豬肋骨: 一整排豬排骨，在烤箱或烤肉架上烤過。
- 豬肉包捲（西班牙语：Arrollado_de_huaso）
- 隆加尼薩香腸（英语：longaniza）
- 乔利佐香腸
- 炸五花肉 (chicharrón): 油炸五花肉
- 血腸(Prieta)與水煮馬鈴薯
- 豬肉燉湯（Estofado de chancho）
- 香料醃豬腳 : 豬腳用香料煮沸，並伴以配布雷醬（英语：Pebre）和麵包一起食用。
- 豬腿肉（英语：Pernil）水煮馬鈴薯: 烤豬腿配煮馬鈴薯，通常配上德國酸菜。

綿羊與山羊肉
綿羊與山羊肉在智利大部分地區並不常見，但在巴塔哥尼亞地區裡則受到當地人和遊客的歡迎。
- 木棒火烤羊肉: 南部地區的另一道特色菜-用篝火在木樁上烤羊肉。 在北部地區也有類似的料理，但使用的是稱為「cabritos」的小山羊。

### 內臟料理
- 牛睪丸 (Criadillas)
- 牛肚 (Guatitas)
- 牛舌佐塔塔醬 (Lengua con salsa tártara)
- 肝臟 (Panitas)
- 牛肝臟排 (Bistec de Panitas)
- 酒炒腎臟 (Riñones al Jerez):使用動物腎臟(牛或羊)與雪莉酒一起料理
- 快烤乳房 (Ubres asadas)
- Queso de cabeza: 直翻的意思為「豬頭起司」，一種使用豬頭柔軟的部分與吉利丁所製作的肉品。

### 湯品料理
- 阿西亚科
- Carbonada
- 莙薘菜湯 (Guiso de acelga)
- 查格里崁湯 (Charquican)
- 查格里崁海茸（英语：Durvillaea_antarctica）湯 （Charquicán de Cochayuyo（英语：Durvillaea_antarctica））

### 魚和海鮮
智利人喜歡各種海鮮，有時是用檸檬，香菜和洋蔥搭配，或者只是在殼中加入檸檬汁和一杯白葡萄酒製作而成。 海鮮市場通常可在漁村里找到。
魚類料理
- 煎烏魴(reineta（英语：Brama australis） a la plancha)
- 海鰻清湯（英语：Caldillo_de_congrio）(Caldillo de congrio)
- 鮮魚清湯: 類似海鰻清湯的做法，但使用不同種的魚
- 炸魚（英语：Pescado_frito）: 裹上麵衣的魚並拿去油炸。通常使用羽鼬鳚、智利海鱸魚或其他魚類。
- 檸汁醃魚生
- 烤石首魚: 整條石首魚裡塞滿起司、番茄和隆加尼薩香腸（英语：longaniza）並且烘烤。
- 煙燻 鮭魚
- 竹筴魚（Jurel）: 與沙拉一起配著吃，或當作鮪魚的替代品。

其他海產類
- 馬蒂口式蛤蛤蜊 (Almejas al matico)
- 藍蟹: 可以用螃蟹殼製成派，或當餡料、蒸熟或在烤肉架上烤製。
- 智利王蟹
- 淡菜貝佐綠醬（英语：Green sauce） (choritos en salsa verde（英语：Green sauce）)
- 鞋子淡菜 (Choros zapato): 跟普通淡菜貝差不多但有「鞋子」的大小。
- 蒸淡菜貝 (choritos al vapor)
- 海鮮濃湯 (Chupe de Mariscos)
- 智利鮑魚鮮湯 (Consumé de locos)
- 瑪里斯卡湯 瑪里斯卡湯（西班牙语：Mariscal_(comida)）:用白酒調配的海鮮湯。
- 藍蟹派 (pastel de jaiba)
- 鐵絲烤淡菜(Cholgas al Alicate):在淡菜貝裡塞滿其他食材，並用鐵絲綁起來烘烤。

- Chorrillana（英语：Chorrillana）
- Marraqueta（英语：Marraqueta）, 智利人最喜歡的麵包之一。
- 大多數智利餐廳在用餐前會供應配布雷醬（英语：Pebre）和麵包放在桌上當作前菜。
- 潘圖拉克與牛肉湯。

## 糖果，蛋糕和甜點

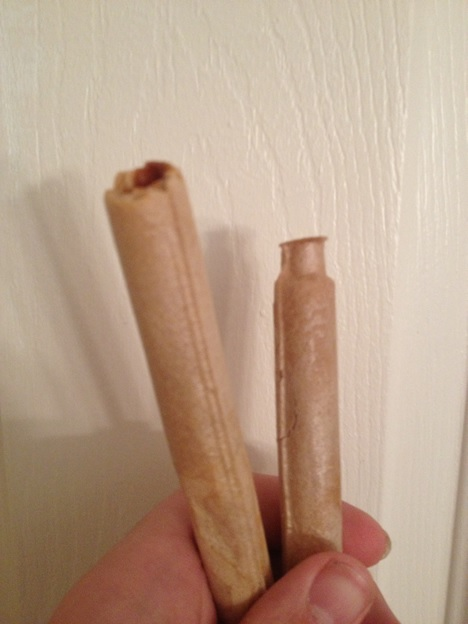
兩捲 cuchuflí。

在智利有許多不同種類的蛋糕。很多智利甜點和糖果都會加入被稱為「manjar」的焦糖牛奶醬。與其去烘焙店買甜點，家庭烘焙則成為獲得烘焙品的替代方法。 這些是最常見的烘焙食品:
- Alfajor（英语：Alfajor）: 一種用焦糖牛奶醬當作餡料的夾心餅乾。
- Torta: 有分層的海綿蛋糕，裡面夾著鮮奶油、奶黄、焦糖牛奶醬和水果。海綿蛋糕非常輕且濕潤，並且可以用更多的鮮奶油或蛋白霜覆蓋。 這是生日最常見的蛋糕類型。
- Queque: 口味較重且較乾的蛋糕，沒有分層，通常被糖粉覆蓋。沒有夾心。
- Pasteles: 像torta的蛋糕，但尺寸較小，通常為正方形。
- 水果派 (Tartaletas)
- 特蕾斯蛋糕: 原文為 「Tres Leches」意旨「三種奶」的蛋糕。
- 雞蛋麵包
- Cuchuflí: 海綿口感的管狀糕點，裡面裝滿了焦糖牛奶醬。
- 雞蛋卷: 一種管狀的威化餅乾。
- 柏林果酱包
- 德式蛋糕（英语：Kuchen）
- 檸檬派 (pie de limón)